# Мотово (Ярославская область)
Мотово — деревня Фоминского сельского округа Константиновского сельского поселения Тутаевского района Ярославской области .
Самая южная деревня сельского поселения, находится к юго-востоку от Тутаева и югу от посёлка Константиновский. Она стоит на открытой местности к югу от трехкилометровой боковой дороги, соединяющей деревню Омелино с федеральной трассой Р151 Ярославль—Тутаев. Деревня стоит на большом поле, на расстоянии около 2 км к западу от неё Омелино, на таком же расстоянии к востоку Павловское. К югу и западу от Мотово — Чебаковское сельское поселение .
Деревня Мотова указана на плане Генерального межевания Борисоглебского уезда 1792 года. В 1825 Борисоглебский уезд был объединён с Романовским уездом. По сведениям 1859 года деревня относилась к Романово-Борисоглебскому уезду .
На 1 января 2007 года в деревне Мотово не числилось постоянных жителей . По карте 1975 г. в деревне жило 5 человек. Деревню обслуживает почтовое отделение, расположенное в посёлке Фоминское .